# Kroeglitsa
De Kroeglitsa (Russisch: Круглица) is met 1.178 meter de hoogste berg van de Grote Taganaj, een van de bergketens van de Taganaj in de Zuidelijke Oeral. De berg vormt onderdeel van de zuidelijke keten van de Grote Taganaj en ligt op 19 kilometer ten noordoosten van de Russische stad Zlato-oest (Oblast Tsjeljabinsk) tussen de Verre Taganaj in het noordoosten en de Otkliknoj Greben in het zuidwesten.
De berg heeft een relatief ronde vorm en wordt om die reden door de lokale bevolking ook wel Kroegly Taganaj (Круглый Таганай; "ronde Taganaj") of Kroeglaja sopka (Круглая сопка; "ronde vulkaan") genoemd. De Duitse 19e-eeuwse geograaf Alexander von Humboldt dacht tijdens een reis door Siberië bij zijn terugkeer naar Europa door de Oeral in 1829 dat het ging om een uitgedoofde vulkaan, hetgeen nog lang daarna bleef opduiken in de wetenschappelijke literatuur. In werkelijkheid heeft de vorming van de berg niets van doen met vulkanische activiteit. Een andere populaire naam voor de berg is Basjkierse hoed, vanwege de gelijkenis daarmee.
De hellingen worden bedekt met stukken alpiene toendra en bossen met jeneverbessen. Het noordelijke deel van de top bestaat uit een bijna vlak plateau van ongeveer 200 bij 400 meter op een hoogte van ongeveer 1.100 meter, dat wordt begroeid met grasachtige alpine toendra. Aan de voet van de berg bevindt zich een groot moeras.